# Chiojdu
Chiojdu è un comune della Romania di 3 661 abitanti, ubicato nel distretto di Buzău, nella regione storica della Muntenia.
Il comune è formato dall'unione di 6 villaggi: Bîsca Chiojdului, Cătiașu, Chiojdu, Lera, Plescioara, Poenițe.
Chiojdu ha dato i natali allo storico Constantin Giurescu (1875-1919).